# Evangelische Schulstiftung in der EKD
Die Evangelische Schulstiftung in der EKD (ESS EKD) fördert das evangelische Schulwesen in der Bundesrepublik Deutschland. Die Stiftung wurde 1994 gegründet. Ihr gehören 19 Gliedkirchen der Evangelischen Kirche in Deutschland an. Die Geschäftsstelle hat ihren Sitz im Kirchenamt der EKD in Hannover-Herrenhausen.

## Aufgaben
Die Stiftung fördert das evangelische Schulwesen in Deutschland. Ein Schwerpunkt liegt in Ostdeutschland. Mithilfe der Stiftung wurden bisher (2012) mehr als 160 evangelische Schulen gegründet. Die Stiftung berät und unterstützt Schulgründungsinitiativen bei der Erarbeitung von pädagogischen Konzeptionen, Fragen des Schulprofils und der Schulentwicklung und bei der Schulverwaltung, in Fragen des Schulrechts und bei der Finanzierung. Sie berät und unterstützt Evangelische Schulen und ihre Träger bei der Schulentwicklung, bei der Fortbildung von Schulleitern, durch die Entwicklung von Fortbildungsprogrammen für Lehrer sowie bei der Entwicklung des Profils. Die Geschäftsstelle veröffentlicht Beiträge zu Schulgründungen und Materialien. Die Stiftung finanziert sich durch Geldspenden und Partnerschaften zu Gründungsinitiativen. Seit 1994 wurden 122 allgemein bildende evangelische Schulen mit mehr als 9 Millionen Euro gefördert.